# Milena Busquets
Milena Busquets Tusquets (Barcelona, 1 de marzo de 1972) es una escritora y periodista española, hija de la también editora y escritora Esther Tusquets.

## Biografía
Milena Busquets creció en una familia burguesa catalana integrada en los círculos culturales de la Gauche Divine. Sus padres eran la escritora Esther Tusquets, fundadora de la editorial Lumen, y Esteban Busquets. Su tío es el arquitecto Óscar Tusquets. Milena creció en una casa frecuentada por importantes escritores de la segunda mitad del siglo XX, como Ana María Matute. Tras estudiar en el Liceo Francés y licenciarse en Arqueología en el University College de Londres, trabajó muchos años en el sector editorial junto a su madre, hasta que en 1996 Lumen pasa a manos de Random House Mondadori. Milena y Esther abandonaron entonces la editorial para fundar otro sello, RqueR, que supondría una cuantiosa pérdida de dinero.   
Tras publicar una primera novela que pasaría desapercibida, en 2015 su obra También esto pasará despertó el interés de numerosas editoriales en la Feria de Fráncfort, donde los derechos fueron adquiridos por sellos de prestigio como Éditions Gallimard, Suhrkamp, Rizzoli o la británica Harvill Secker. También esto pasará es una novela autobiográfica en torno a la muerte de su madre: «La reflexión desolada por la muerte convive con el instinto de vivir en una novela cuya apariencia leve es solo un hábil engaño literario para hablar de todas las querencias humanas con desenfado y a la vez con hondura e intensidad emocional» (Santos Sanz Villanueva, El Cultural.)   
Desde 2016 escribe también en El Periódico de Catalunya.

## Obras
- Milena Busquets (2008). Hoy he conocido a alguien. Bruguera. p. 176. ISBN 9788402420923.
- Milena Busquets (2015). También esto pasará. Anagrama. p. 176. ISBN 9788433997883.
- Milena Busquets (2019). Hombres elegantes y otros artículos. Anagrama. p. 200. ISBN 9788433998736.
- Milena Busquets (2021). Gema. Anagrama. p. 176. ISBN 9788433999153.
- Milena Busquets (2022). Las palabras justas. Anagrama. p. 136. ISBN 9788433999573.
- Milena Busquets (2024). Ensayo general. p. 160. ISBN 9788433922960.
- Milena Busquets (2025). La dulce existencia. p. 105. ISBN 9788433929563.